# Pentti Taskinen
Pentti August Taskinen (* 26. Mai 1929 in Kuopio; † 18. Dezember 1973 in Tohmajärvi) war ein finnischer Biathlet.
Pentti Taskinen nahm an den 1960 erstmals in Squaw Valley ausgetragenen olympischen Biathlonwettbewerben teil. Mit einer Laufzeit von einer Stunde und 36:29.7 Minuten und sieben Schießfehlern, woraus 14 Strafminuten resultierten, platzierte sich der Finne auf dem 18. von 30 Plätzen und war damit der schlechteste Finne des Rennens.